# Аделаида
Аделаи́да (англ. Adelaide) — город в Австралии, административный центр и самый большой город штата Южная Австралия, пятый по величине город страны, с населением 1 225 265 человек в 2011. Город расположен на берегу залива Сент-Винсент, на Аделаидских равнинах, к северу от полуострова Флёрьё, у подножия хребта Маунт-Лофти. Город назван в честь супруги британского короля из Ганноверской династии Вильгельма IV королевы-консорта Аделаиды.
Как правительственный и коммерческий центр Южной Австралии, Аделаида располагает большим количеством государственных и финансовых учреждений. Большинство из них расположено в центре города, а также в пригородах.

## Этимология
Город основан в 1836 году и назван в честь супруги правившего с 1830 по 1836 годы британского монарха Вильгельма IV — королевы Аделаиды.

### Современное нормативное русское название
В русском языке в дореформенной орфографии закрепилось название «Аделаида», которое не изменилось и после реформы русского языка 1918 года. В марте 1973 года были официально утверждены правила передачи английских географических названий на русском языке. Согласно уточнённым правилам транскрипции город должен называться «Аделид» (англ. Adelaide). Однако за городом сохранена традиционная форма названия «Аделаида». В 1986 году в Словаре географических названий зарубежных стран также зафиксировано нормативное написание названия в традиционной форме «Аделаида», обязательное для использования всеми советскими министерствами, ведомствами, учреждениями, предприятиями и организациями.

## Географическое положение
Аделаида расположена к северу от полуострова Флёрьё, на Аделаидских равнинах, и к востоку от залива Сент-Винсент до невысокого хребта Маунт-Лофти. Город растянулся на 20 км от побережья до подножия Аделаидских холмов, и на 90 км от Гоулера на севере до Селликс-Бич на юге. По сведениям Австралийского бюро статистики, общая площадь городской территории Аделаиды составляет 870 км², и в среднем расположена на высоте 50 метров над уровнем моря. Гора Лофти расположена к востоку от города в холмистой местности, её высота составляет 727 метров. Это самая высокая точка в городе и в части штата Южная Австралия, расположенной к югу от Барры.
Большая часть современной территории Аделаиды до британского заселения представляла собой буш, только на побережье располагались болотистые почвы. Однако значительные территории, покрытые естественной растительностью, были расчищены, за исключением территорий заповедников, таких как заповедник Клеленд и национальный парк Белэр. Через регион протекает несколько рек и ручьев. Самыми крупными из них являются реки Торренс и Онкапаринга. Пресную воду город получает из нескольких водохранилищ, крупнейшие из которых — Маунт-Болд и Хаппи-Валли — обеспечивают более половины потребности города в воде.

## Климат
Аделаида располагается в зоне средиземноморского климата, и большая часть дождей выпадает здесь зимой. Этот город является самым сухим из всех крупных австралийских городов. Летом осадки очень сложно прогнозировать, и они как правило незначительны и нечасты. Зимой же обычно выпадает достаточное количество осадков, большая часть которых приходится на июнь (в среднем около 80 мм). Заморозки крайне редки, самые известные случаи зафиксированы в июле 1908 и июле 1982. Как правило, в этих местах не наблюдается значительного снегопада, кроме горы Лофти и некоторых других регионов Аделаидских холмов.
| Показатель                                                      | Янв. | Фев. | Март | Апр. | Май  | Июнь | Июль | Авг. | Сен. | Окт. | Нояб. | Дек. | Год   |
| --------------------------------------------------------------- | ---- | ---- | ---- | ---- | ---- | ---- | ---- | ---- | ---- | ---- | ----- | ---- | ----- |
| Абсолютный максимум, °C                                         | 45,7 | 44,3 | 41,9 | 36,9 | 29,2 | 25,4 | 23,1 | 30,4 | 34,3 | 39,0 | 43,0  | 42,5 | 45,7  |
| Средний суточный максимум, °C                                   | 28,8 | 29,4 | 26,1 | 22,4 | 18,9 | 16,1 | 15,3 | 16,5 | 18,8 | 21,5 | 24,8  | 26,8 | 22,1  |
| Средняя температура, °C                                         | 22,8 | 23,3 | 20,6 | 17,3 | 14,5 | 12,2 | 11,4 | 12,4 | 14,2 | 16,4 | 19,3  | 21,2 | 17,1  |
| Средний суточный минимум, °C                                    | 16,8 | 17,2 | 15,0 | 12,2 | 10,1 | 8,2  | 7,4  | 8,2  | 9,6  | 11,3 | 13,8  | 15,5 | 12,1  |
| Абсолютный минимум, °C                                          | 9,2  | 9,5  | 7,2  | 4,3  | 1,5  | −0,4 | 0,4  | 1,6  | 2,6  | 4,7  | 5,7   | 8,0  | −0,4  |
| Норма осадков, мм                                               | 19,7 | 12,7 | 26,5 | 39,3 | 61,1 | 79,9 | 76,9 | 69,9 | 58,6 | 41,5 | 30,3  | 30,1 | 544,6 |
| Температура воды, °C                                            | 20   | 19   | 18   | 18   | 16   | 14   | 16   | 16   | 17   | 18   | 18    | 19   | 17    |
| Источник: Австралийское бюро метеорологии, Туристический портал |      |      |      |      |      |      |      |      |      |      |       |      |       |

## История развития
В период до британского заселения район Аделаиды населяло племя аборигенов Каурны. Им принадлежала территория современных равнин Аделаиды и окружающие их местности — от Кейп-Джервиса на юге до Порт-Уэйкфилда на севере. Уникальные обряды этого племени включали контролируемые лесные пожары в районе холмов, окружающих город. В результате заселения европейцами, аборигены были вытеснены с этих территорий, и к 1852 году по результатам переписи их насчитывалось 650 человек, и численность племени постоянно сокращалась.
Южная Австралия была официально провозглашена новой британской провинцией 28 декабря 1836 года возле старого эвкалиптового дерева на территории современного пригорода Аделаиды Гленелг-Норт. Сегодня этот день в Южной Австралии является праздником Proclamation day. Место для строительства столицы новой колонии было выбрано и распланировано полковником Уильямом Лайтом. В 1823 году Лайт писал о сицилийском городе Катании: «Две главные улицы города пересекаются под прямым углом, формируя площадь и уходя на север и юг, запад и восток. Они широки и просторны, и длина каждой составляет примерно милю». Именно это и стало основой городского плана. Лайт настоял на том, чтобы город был заложен на возвышении, расположенном на берегу реки Торренс, которая стала основным источником питьевой воды для новой колонии. Такой тип планирования предполагал, что первоначальное расположение города мало изменится с развитием и расширением его границ. Обычно в старых городах требуется расширять дороги и добавлять парки, в то время, как в Аделаиде они существовали с самого начала. Аделаида стала центром колонии свободных поселенцев, которая гарантировала гражданские свободы и отсутствие преследований за вероисповедание. Это отличает город от Сиднея или Хобарта, которые зародились как поселения каторжников.
Ранняя история Аделаиды отличалась экономической нестабильностью и некомпетентным руководством. Первый генерал-губернатор Южной Австралии Джон Хайндмарш, часто конфликтовал с Лайтом по поводу городского планирования и развития. Холмистая местность, окружавшая Аделаиду, была приготовлена Лайтом на продажу. Всего предполагалось продать 405 км² земли. Экономика города начала подниматься в 1838 году, когда из Нового Южного Уэльса и с Тасмании был завезен скот. Разведение овец и продажа шерсти стала основой ранней экономики региона. К тому времени работа Лайта по подготовке земли к продаже была завершена, и ранним колонистам были предложены большие наделы. К 1860 году город окружали пшеничные поля от города Энкаунтер-Бей на юге до города Клэр на севере.
В конце 1838 года Хайндмарша сменил на посту губернатора Джордж Гоулер, который занялся строительством губернаторской резиденции, полицейских казарм, а также пристани и здания таможни в порту Аделаиды. Было построено жилье для госслужащих и миссионеров, а также несколько полицейских участков. В период его правления экономика города развивалась, однако до благополучия было далеко: колония постоянно находилась в долгах, полагаясь на финансовую помощь Лондона, чтобы оставаться на плаву.
В 1841 году Гоулер был отозван, и его место занял Сэр Джордж Эдвард Грей. Преодолевая сильное сопротивление, Грей снизил затраты государственного аппарата, однако эффект от этой меры был незначительным. В этом же году в местечке Глен Осмонд было найдено серебро, сельское хозяйство активно развивалось, и по всему штату начали появляться предприятия горнодобывающей промышленности. К моменту ухода Грея с поста губернатора, город экспортировал мясо, шерсть, вино, фрукты и пшеницу, что являлось большим шагом вперед по сравнению с 1842 годом, когда треть домов в городе были заброшены.
Торговые связи Аделаиды с остальными штатами Австралии были установлены в 1853 году после успешного начала навигации по реке Муррей, которое провел Френсис Кейделл, житель города.
В 1856 году Южная Австралия стала колонией с местным самоуправлением, когда новая конституция была ратифицирована британским парламентом. Была введена практика тайного голосования и 9 марта 1857 года был избран двухпалатный парламент. К тому времени население территории составляло 109 917 человек.
В 1860 году было открыто водохранилище Торндон, которое стало альтернативным источником воды для города. В 1867 году в Аделаиде появилось газовое освещение улиц. В 1872 была открыта телеграфная линия почти в 4000 км от Аделаиды к порту Дарвин, связавшая тогдашние австралийские колонии с телеграфной сетью Ост-Индии. В 1874 был основан Университет Аделаиды. В 1881 году была открыта Галерея Искусств Южной Австралии. В 1896 году было открыто ещё одно водохранилище — Хэппи Уэлли.
В конце XIX века город уже вёл значительную торговлю, появилось множество банков и других коммерческих учреждений. От Аделаиды на север к мысу Бурра, где лежат рудники, была сооружена железная дорога в 226 км. В конце 1890-х годов Австралия оказалась под влиянием суровой экономической депрессии, которая завершила эру «земляного бума» и бесконтрольного расширения территорий. Финансовые учреждения Мельбурна и банки Сиднея закрывались. Рождаемость в стране значительно понизилась, а иммиграция практически прекратилась. Общий объём экспорта Южной Австралии сократился почти в два раза. Засуха и плохие урожаи 1884 года усугубили положение в штате, в результате чего некоторые семьи переехали в Западную Австралию. Аделаида пережила трудности сравнительно легко, по сравнению с крупными городами — Сиднеем и Мельбурном, которые ещё боролись с последствиями золотой лихорадки. Кроме того, открытие месторождений серебра и свинца в местечке Броукен Хилл помогло справиться с ситуацией. Бюджетный дефицит был зарегистрирован всего на протяжении одного года, однако правительству пришлось прибегнуть к серьёзному сокращению расходов. Единственными секторами экономики города, не пострадавшими в результате спада, оказались производства вина и меди.
В 1900 году в городе было установлено электрическое освещение улиц, а в 1909 первых пассажиров стали перевозить электрические трамваи. 28 000 человек принимали участие в Первой мировой войне. Экономика Аделаиды переживала послевоенный бум, однако несколько последовательных засух привели к наступлению очередного спада в 1930-х годах. Ситуацию удалось восстановить благодаря сильному руководству. Вторичный сектор экономики начал преобладать над добычей сырья, снижая зависимость региона от ресурсов. Перепись 1933 года показала население штата в 580 949 человек, меньший прирост, чем в других штатах, что объяснялось экономическими трудностями региона.
Вторая мировая война оказалась импульсом к развитию и диверсификации экономики Аделаиды в период правительства Томаса Плейфорда IV, который придавал важное значение развитию промышленности именно этого более защищённого по сравнению с другими австралийскими городами региона. В войне принимали участие 70 000 человек и в этот период в другом порту штата, городе Уайялла (395 км к северо-западу от Аделаиды) развилось судостроение.
Правительство Южной Австралии с этого периода начало активно использовать послевоенные производственные возможности региона. В 1954 году водопровод из Маннума обеспечил город пресной водой из реки Муррей, а в 1955 в пригороде Вест Бич был открыт международный аэропорт. Программа помощи иммигрантам, принятая между 1974 и 1973 гг., привела в регион 215 000 иммигрантов со всего мира.
В 1970-х годах правительство Данстэна уделяло большое внимание культурному развитию города, проведя социальную реформу и обеспечив развитие в городе искусств. Между 1985 и 1996 годами в Аделаиде проходили соревнования Формулы-1 на уличной трассе, расположенной в восточных парках. Крах основного банка штата вызвал в регионе экономические трудности, которые продолжались до 2004 года, когда рейтинговое агентство Standard & Poor's присвоило Аделаиде кредитный рейтинг ААА. В последние годы в штате наблюдается экономический рост при правительстве Ранна.

## Население
По результатам переписи населения 2011 года, население городской части Аделаиды составляло более 1 230 000, делая этот город пятым по размерам населения в Австралии. В период 2002—2003 гг. население увеличилось на 0,6 %, в то время как средний рост по стране составил 1,2 %. Примерно 70,3 % всего населения Южной Австралии проживают в городской черте Аделаиды, поэтому Южная Австралия считается одним из наиболее централизованных штатов. Основными районами, в которых отмечался рост населения, стали пригороды Аделаиды Mawson Lakes и Golden Grove. Горожане занимают 341 227 домов, 54 826 совмещённых домов или таунхаусов и 49 327 квартир.
Более состоятельные и образованные жители города располагаются в прибрежных районах (таких как Brighton и Hallett Cove), восточных районах (Tusmore и Norwood), а также юго-восточных районах (Burnside и Waterfall Gully). Почти каждый пятый житель города (17,9 %) имеет университетское образование. Количество жителей города с рабочими специальностями сократилось с 62,1 % трудоспособного населения по результатам переписи 1991 года до 52,4 % в переписи 2001 года.
Большинство населения считает себя христианами, основных деноминаций: католики (22.1 %), англикане (14,0 %), пресвитериане (8,4 %) и православные (3,8 %). Примерно 24 % населения не причисляет себя ни к какой церкви, что значительно превышает этот показатель по стране 18,7 %.
В целом население Аделаиды стареет быстрее, чем население других крупных австралийских городов. Чуть более четверти (26,7 %) населения города составляют люди от 55 лет и старше, в то время как средним показателем по стране является 24,3 %. В Аделаиде проживает самое маленькое количество детей в возрасте до 15 лет, которые составляют 17,8 % населения города, по сравнению со средним числом по стране — 19,8 %.
Доля жителей города, рождённых за границей Австралии составляет 23,7 % (262 367) всего населения. Основная часть их проживает в северо-западных (Woodville и Athol Park) и центральных районах города. Самыми значительными группами жителей, рождённых в других странах являются выходцы из Англии (7,3 %), Италии (1,9 %), Шотландии (1,0 %), Вьетнама (0,9 %) и Греции (0,9 %). Кроме английского самыми распространёнными языками являются итальянский (3,0 %), греческий (2,2 %), вьетнамский (1,2 %), путунхуа (0,8 %) и кантонский (0,7 %).

## Планировка города
Аделаида — хорошо спланированный город, план которого был разработан первым градостроителем Австралии, полковником Уильямом Лайтом. Улицы Аделаиды представляют собой решетку, в центре которой («внутреннем городе») располагается пять главных площадей, а центр города окружает сплошное кольцо парков. План Лайта поначалу не вызывал особого энтузиазма у первых поселенцев. Не был доволен им и первый губернатор штата Джон Хайндмарш. Однако Лайт настоял на своём первоначальном видении города, преодолев сопротивление. Такое расположение дало городу многочисленные преимущества: с самого начала Аделаида обладала широкими дорогами с несколькими полосами, в городе было очень легко ориентироваться, а центр его окружали красивые парки. В Аделаиде есть две кольцевые автомагистрали, ставшие логическим продолжением первоначального плана города. Внутреннее кольцо проходит по границе парков, а внешнее идет по дальней границе центра города.
Расширяясь, город в некоторой степени перерос первоначальный план Лайта. Многочисленные города-спутники были построены во второй половине XX века, самыми крупными из которых стали Солсбери (Salisbury) и Элизабет (Elizabeth) на севере города. Сегодня они полностью окружают городской центр. Развитие региона Аделаидских холмов началось благодаря строительству юго-восточного шоссе. Развитие городского строительства на юге города сделало необходимым строительство Южной скоростной магистрали. Новые дороги — не единственный способ решения проблем растущего города. Так называемый О-Бан является примером уникального решения транспортных сложностей, с которыми Аделаида столкнулась в 1980-х. Развитие близлежащего пригорода Голден Гроув (Golden Grove) в конце 1980-х можно считать примером удачного городского планирования. В целом, новые районы не настолько хорошо интегрированы в первоначальный план города, как старые пригороды, поэтому транспортная система Аделаиды сталкивается с определёнными трудностями, которые впрочем нельзя сравнивать с проблемами трафика Мельбурна или Сиднея.

## Пригороды
Основная статья: Список пригородов Аделаиды
Все почтовые индексы пригородов Аделаиды начинаются с цифры ‘5’.

## Экономика
Основными отраслями экономики Аделаиды являются материальное производство, оборонная промышленность и исследования, а также сфера услуг. Здесь расположены крупные оборонные, производственные и исследовательские зоны. К таковым относились предприятия автомобильной промышленности Holden и Mitsubishi, а также производства медицинского оборудования и электроники. Почти половина всех автомобилей, произведённых в Австралии, собирались в Аделаиде. На данный момент заводы Холдена и Митсубиси закрыты, так же как закрыты заводы Тойоты и Форда. Автомобили больше не производятся в Австралии. Глобальный медиаконцерн News Corporation был основан и до 2004 располагался в Аделаиде, которую Руперт Мердок до сих пор считает своим «духовным домом». Крупнейшая нефтедобывающая компания Австралии Santos (South Australia Northern Territory Oil Search), известная австралийская пивоваренная компания Coopers, крупная сеть магазинов Harris Scarfe и вторая по величине инвестиционная компания Австралии Argo Investments Limited располагаются в Аделаиде. Крах главного банка Южной Австралии с 1992 привел к резкому повышению долга штата (до 4 млрд австралийских долларов). Это привело к тому, что правительство штата на протяжении нескольких последовательных периодов избрания вынуждено было оперировать скудным бюджетом, постоянно сокращая расходы, что в свою очередь сдерживало экономическое развитие города и штата. В последнее время долг был значительно сокращен, что позволило правительству штата снова получить кредитный рейтинг AAA+. Экономика Южной Австралии, которая очень тесно связана с экономикой Аделаиды, продолжает расти быстрее, чем экономика страны в целом.
В Аделаиде расположена значительная часть оборонной промышленности Австралии. Эти предприятия приносят в бюджет страны свыше миллиарда австралийских долларов ежегодно. 70 % компаний австралийского оборонного сектора расположены в Аделаиде. Основные государственные оборонно-исследовательские институты, Defence Science and Technology Organisation, и другие структуры оборонной промышленности расположены в пригороде Аделаиды Солсбери, недалеко от военной базы Эдинбург. Прочие оборонные предприятия (такие как Saab Systems) расположены в технологическом парке Аделаиды. Australian Submarine Corporation, расположенная в промышленном пригороде Осборн занимается разработкой и производством австралийских подводных лодок класса «Коллинз» и недавно выиграла контракт на сумму 6 млрд австралийских долларов на производство новых авианосцев.
Общее число работающего населения города составляет 466 829 человек, из которых 62,3 % работают с полной рабочей нагрузкой, а 35,1 % с частичной. В последние годы наблюдается тенденция увеличения числа людей, работающих неполный рабочий день (в том числе по контракту), их доля возросла с 11,6 % в 1991 до почти трети сегодня. 15 % работающего населения заняты на производстве, 5 % в строительстве, 15 % в торговле, 11 % в бизнесе, 7 % в сфере образования и 12 % в здравоохранении и социальной сфере. Средний индивидуальный доход для лиц старше 15 лет составил $447 в неделю в сравнении с $466 в среднем по стране. Средний доход семьи составил $1137 в неделю, в сравнении с $1171 в среднем по стране. Расходы на жизнь и стоимость недвижимости в Аделаиде значительно ниже чем в других австралийских городах. Средняя стоимость жилья в Аделаиде в два раза ниже, чем в Сиднее и составляет примерно 75 % стоимости жилья в Мельбурне. Средний уровень безработицы на март 2007 составлял 6,2 %. Безработица среди жителей северных пригородов значительно выше, чем в других регионах Аделаиды и составляет 8,3 %, в то время как в восточных и южных пригородах этот уровень ниже среднего и составляет 4,9 % и 5,0 % соответственно.

### Транспорт
Аделаида расположена в центре южной части австралийского континента, что делает её важнейшим транспортным узлом, обеспечивающим сообщение восточного и западного регионов страны. В городе существует развитая система общественного транспорта, которая включает разветвлённые автобусные маршруты (в том числе знаменитый О-Бан), пригородные поезда и трамвайные пути. Линия трамвая Аделаида-Гленелг недавно была продлена и реконструирована, и теперь проходит через центр города с севера на юго-запад. Исторически передвигаться по Аделаиде было сравнительно легче, чем по другим австралийским столицам, что обеспечивалось строительством широких улиц и многополосных дорог с самого начала развития города. Аделаиду в шутку называли «городом двадцати минут» — именно столько времени требовалось в среднем, чтобы добраться с окраин в деловой центр. Однако, в последнее время дорожная сеть с трудом справляется с увеличением количества транспорта.
В Аделаиде существует три основных автомагистрали, две из которых являются скоростными. Юго-восточная автомагистраль, соединяет город с районом аделаидских холмов и уходит дальше на восток до города Марри-Бридж. Северная скоростная автомагистраль Порт-Ривер соединяет морской порт Аделаиды с федеральным трассами. На Южной скоростной автомагистрали организовано реверсивное движение, она соединяет южные пригороды Аделаиды с центром города. Объездная автомагистраль вокруг северного пригорода Аделаиды, Гоулера, также является удобным транспортным коридором. В 2008 году началось строительство новой скоростной автомагистрали (Северной), а также реконструкция Южного шоссе, включающая его расширение и строительство нескольких транспортных развязок. Завершение этих проектов позволит организовать сквозное движение транспорта с юга на север в обход центра города и решить проблему сообщения с отдалёнными южными пригородами.
Международный Аэропорт Аделаиды, расположенный в западной части города (всего в семи километрах от центра города), является самым новым и современным аэропортовым терминалом в Австралии. Пропускная способность аэропорта составляет 6.3 миллионов пассажиров в год. Здание аэропорта, совмещающее внутренние и международные рейсы, было построено взамен устаревшего терминала. Аэропорт сертифицирован на принятие всех видов воздушных судов, в том числе Airbus A380. В марте 2007 года аэропорт Аделаиды занял второе место в международном рейтинге аэропортов в категории от 5 до 15 миллионов пассажиров и получил соответствующую награду. Аэропорт способен принимать одновременно 27 воздушных судов и обслуживать 3000 пассажиров в час. Второй аэропорт Аделаиды, Парафилд, используется в основном для полётов авиации общего назначения. Он расположен в 18 километрах к северу от центра города.

## Здравоохранение
Первой больницей в городе стал Королевский госпиталь Аделаиды (RAH), основанный в 1840. Сегодня это одна из крупнейших больниц города и учебная площадка для медицинской школы Университета Аделаиды. Ёмкость больницы составляет 705 коек. Другие отделения RAH, имеющие более узкую специализацию, расположены в пригородах аделаиды — Hampstead Rehabilitation Centre в Нортфилде и Гленсайде. Другими крупными учреждениями здравоохранения Аделаиды являются Детская и женская больница (305 коек), расположенная в северной части города; Госпиталь Королевы Елизаветы (340 коек), расположенный в Вудвилле, а также Медицинский центр Флиндерса (500 коек), который находится в Бедфорд-Парк. Эти больницы ассоциированы с медицинскими школами — Университетом Аделаиды и Университетом Флиндерса.
В июне 2007 года правительство штата объявило о планах расширения сектора здравоохранения города, которые включают строительство нового госпиталя на территории, в настоящее время занятой старыми железнодорожными путями к западу от центральной станции. Новая больница должна будет заменить Королевский Госпиталь. Её размеры составят 800 коек, а стоимость превысит 1,7 млрд австралийских долларов.
Кроме указанных планов, было объявлено о значительном расширении Медицинского центра Флиндерса на юге и больницы Лайелл Макэвин в районе Элизабет. Она станет основным медицинским центром для северных пригородов. Госпиталь Королевы Елизаветы, Госпиталь Модбери и больницу Норланга планируется преобразовать в специализированные хирургические центры.

## Образование
Школьное образование в Аделаиде обеспечивается разными общественными и частными школами и является обязанностью правительства штата. Образовательные учреждения действуют в рамках стандарта Южно-Австралийского сертификата об образовании (SACE) или в рамках Международного бакалавриата (IB).
Система высшего образования в Аделаиде хорошо развита, только в центре города расположены пять из восьми центров обучения TAFE. Они специализируются на вне-университетском высшем образовании, предлагая ему ценную альтернативу. В Аделаиде расположены все три южно-австралийских университета. Университет Аделаиды входит в Группу Восьми и является одним из трёх старейших университетов Австралии. На территории города располагается пять кампусов этого университета. Университет Южной Австралии был образован в 1991 в результате объединения Южно-Австралийского технологического института и Южно-Австралийского колледжа пост-дипломного обучения. Четыре из пяти его кампусов расположены на территории города, два в центре. Университет Флиндерса, расположенный в районе Бедфорд Парк, назван в честь британского первопроходца и исследователя Мэтью Флиндерса и был основан в 1966 году. Это небольшое учебное заведение, в состав которого входит медицинский институт и Медицинский центр Флиндерса. Ведущий американский частный Университет Карнеги — Меллон открыл в Аделаиде два кампуса в 2006, предлагая австралийские и американские ученые степени. Школа Хайнца специализируется в изучении информационных технологий и государственного управления. Она располагается в самом центре города на Виктория-сквер. Другой кампус этого учебного заведения специализируется на изучении средств массовой информации и индустрии развлечений. Эти учебные заведения привлекают большое количество студентов из Австралии и из-за рубежа, поддерживая репутацию Аделаиды как «Города образования».
SABRENet, оптиковолоконная информационная сеть, объединяет все университеты Аделаиды, технологические парки, исследовательские центры, колледжи и некоторые школы в единое информационное пространство.